# Arnold Migus
Arnold Migus est un chercheur français, né à Paris le 1er octobre 1948, spécialiste des lasers et de leurs applications. 

## Biographie

### Études
- Lycée Turgot de 1959 à 1965
- Lycée Saint-Louis de 1965 à 1969
- Ingénieur diplômé de l'École polytechnique (X 1969) :
  - 1972, DEA de mathématiques pures
  - 1977, doctorat d'État en physique

### Fonctions
- 1973 - 1977 : attaché de recherche au Centre national d'études spatiales (CNES)
- 1978 - 1979 : poursuite de ses travaux de recherche aux États-Unis dans les laboratoires de la Bell telephone
- 1979 - 1983 : chargé de recherches de l'École polytechnique au Laboratoire d'optique appliquée (LOA) à Palaiseau
- 1983 : chargé de recherches du CNRS
- 1985 : directeur de recherche du CNRS

Arnold Migus a été également enseignant :
- 1982 - 1992 : chargé de cours à l'Université Paris XI et professeur à l'École nationale supérieure des télécommunications
- 1982 - 1993 : professeur à École nationale supérieure des techniques avancées (ENSTA ParisTech)

Ancien directeur général de l'Institut d'optique (SupOptique), il est nommé directeur général du Centre national de la recherche scientifique à partir du 18 janvier 2006, sur proposition du ministre délégué à l'enseignement supérieur et à la recherche, François Goulard et jusqu'en 2010, où son poste est fusionné avec celui de président et confié à Alain Fuchs
Le 1er juillet 2010 il a été nommé conseiller maître à la cour des comptes (France), il est honoraire depuis octobre 2017.
Il s’est impliqué depuis 2019 dans différents groupes de travail et publications de l’Académie nationale de médecine, sur la loi de programmation pluriannuelle de la recherche (LPPR), sur la sortie de crise de la Covid-19, sur la réforme de la recherche en biologie et santé, sur les vaccins et thérapeutiques à base d’ARN  sous l’angle de la propriété industrielle.ou sur l’utilisation raisonnée de la bibliométrie pour appréhender les différentes disciplines du secteur de la biologie et de la santé. Elu membre correspondant de l’Académie nationale de médecine en 2019, il en a été élu membre titulaire en mars 2023.

### Prix et distinctions
- Membre international de la National Academy of Engineering américaine[6]
- 2006 :  Chevalier de la Légion d'honneur [7]